# 나는 겨우 너를 걱정할 수 있어
〈나는 겨우 너를 걱정할 수 있어〉(僕はやっと君を心配できる)는 HKT48의 18번째 싱글이다.